# Liste des évêques de Frascati

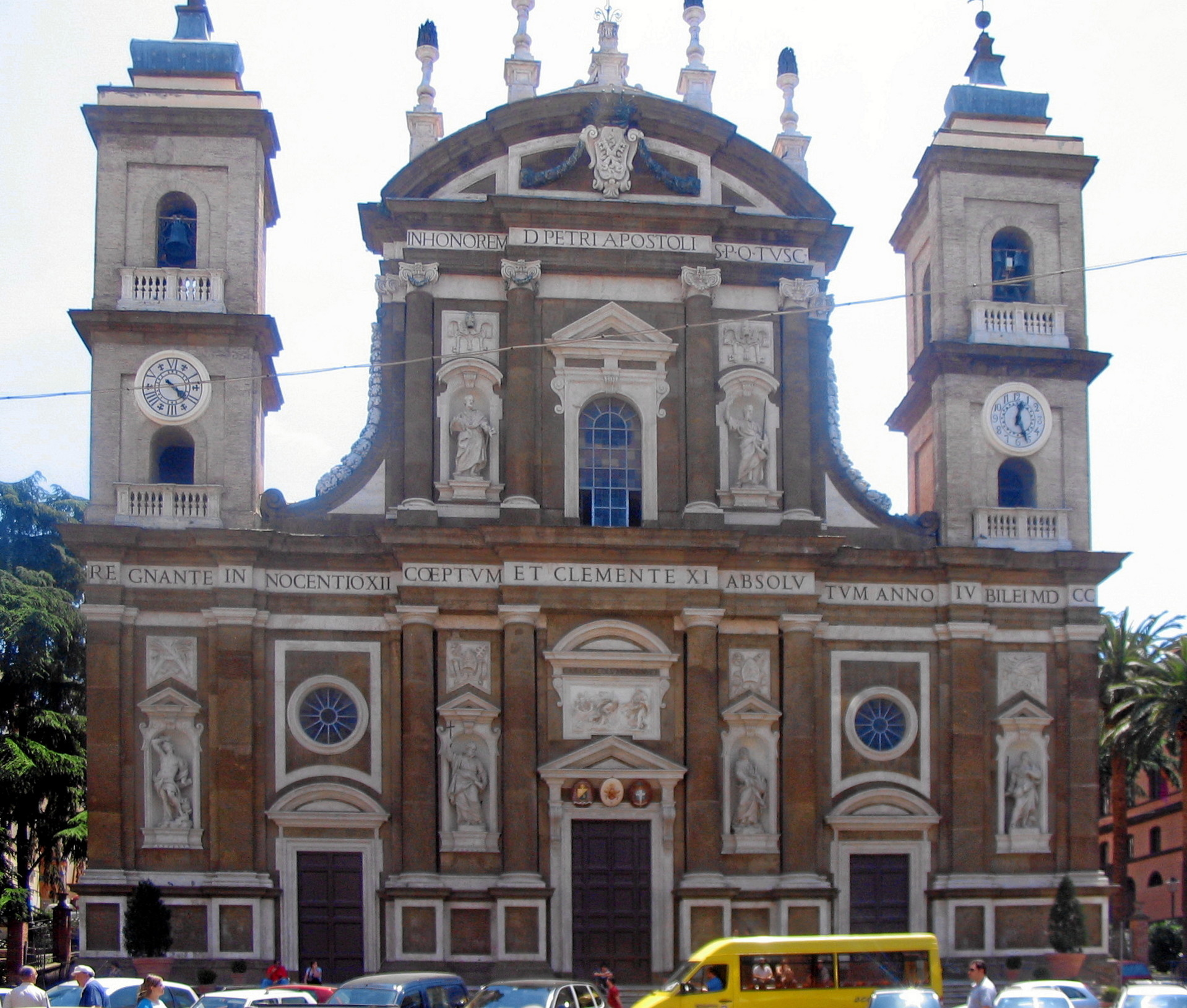
Cathédrale de Frascati

Les évêques du diocèse suburbicaire de Frascati :
- Martius 269
- vacance 269–313
- Zolticus 313
- Fortunatus
- vacance
- Luminoso 649
- vacance 649–676
- Vitaliano 676
- vacance 676–803
- Pierre Ier 803–?
- vacance années 800–847
- ? 847–?
- vacance 850–964
- Egidio 964 - vers 969
- Jean Ier vers 969–?
- vacance  années 970–990
- Bonizzo 990
- vacance 990–998
- Benoît 998
- Jean II Homo 1015
- Domenico Ier 1024–1037

## Évêque de Tusculum
- Jean III 1044
- Pierre II 1057–1062
- Giovanni IV 1065–1071
- Giovanni V Minuto 1073–1094
- Bovo 1099
- Giovanni VI 1100–1119
- Divizo (Dionyse) 1121–1122
- Egidio (Gilles de Paris) 1123–1139
- vacance  1139–1142
- Imar 1142–1161
  - Teobald 1162 (anti-évêque)
- Hugo II Pierleoni 1166
  - Martin 1167–1174 (anti-évêque)
- Pietro IV da Pavia 1179–1182
- vacance 1182–1204

## Évêque de Frascati
- Nicola Ier de Romanis 1204–1218/19
- Nicola II 1219–1227
- Giacomo Ier de Vitry 1229–1240
- Ottone de Castro Rodolfi da Chateroux 1244–1273
- Giovanni Pietro di Giuliano 1273–1276
- Ordonio Alurz 1278–1285
- Giovanni VII Boccamazza 1285–1309
- Berengario Stedelli 1309–1323
- Bernardo de la Tour 1323–1332/33
- Annibaldo Gaetani da Ceccano 1333–1350
- Guillaume Ier de Court 1350–1361
- Nicola III Capocci 1361–1368
- Gilles Aycelin de Montaigut 1368–1378
  - Jean VII de la Grange 1379–1381, anti-évêque
- Tommaso da Frignano 1380–1381
  - Guillaume II de Chanac 1383, anti-évêque
- Pileo Prata 1385–1387
  - Jean Rolland 1385–1388, anit-évêque
  - Jean de la Grange (avant 1394–1402), anti-évêque
  - Pierre Girard 1405–1409, anti-évêque
- Pileo Prata 1391–1401
- Enrico Minutolo 1405–1409, † 1412
- Pierre Girard de Puy 1409–1415
- Angelo Correr 1415–1417
- Baldassare Cossa 1419
- vacance  1419–1431
- Antonio Ier Panciarini 1431
- vacance  1431–1436
- Hugo III de  Lusignan 1436–1442
- Louis Ier   de  Luxembourg-Ligny 1442–1443
- Giuliano Cesarini 1444
- vacance 1444–1449
- Bessarione Trapeunzio 1449–1468, † 1472
- Latino Orsini 1468–1477
- Giacomo II Ammannati 1477–1479
- Giambattista Ier Zeno 1479–1501
- Jorge da Costa 1501–1503, † 1508
- Lorenzo Ier Cybo de Mari 1503
- Antonio II Pallavicini 1503–1505, † 1507
- Giovanni Antonio Ier Sangiorgi 1505–1507, † 1509
- Bernardino Ier Lopez de Carvajal 1507–1509, † 1523
- Guillaume III Briçonnet 1509–1510, † 1514
- Domenico II Grimani 1510–1511, † 1523
- Philippe de  Luxembourg 1511–1518, † 1519
- Domenico II Grimani 1518, † 1523
- Philippe de  Luxembourg 1518–1519
- Alessandro Ier Farnese 1519–1523, † 1549
- Antonio III Ciocchi 1523
- Francois Ier de Clermont 1523–1541
- Marino Grimani 1541–1543, † 1546
- Philippe de la Chambre 1543–1550
- Giovanni Pietro II Carafa 1550–1553, † 1559
- Jean IX de Bellay 1553, † 1560
- Rodolfo Pio di Carpi 1553–1555, † 1564
- Juan X Alvarez de Toledo de Alba 1555–1557
- Francesco II Pisano 1557–1562, † 1570
- Federico Ier Cesi 1562, † 1564
- Giovanni Girolamo Morone 1562, † 1580
- Federico Ier Cesi 1562–1564
- Giovanni Girolamo Morone 1564–1565, † 1580
- Alessandro II Farnese 1565–1578, † 1589
- Giacomo III Savelli 1578–1587
- Giovanni Antonio II Serbelloni 1583–1587, † 1591
- Alfonso Ier Gesualdo di Conza 1587–1589, † 1603
- Inigo d'Avalos d'Aquino d'Aragona 1589–1591, † 1600
- Tolomeo Galli 1591–1600, † 1607
- Ludovico II Madruzzo 1600
- Girolamo Ier Simoncelli 1600–1603
- Domenico III Pinelli 1603–1605, † 1611
- Antonio Maria Ier Galli 1605–1608, † 1620
- Giovanni Evangelista Pallotta 1611–1620, † 1620
- Francesco IV Sforza di Santa Fiora 1620–1624
- Odoardo Farnese 1624–1626
- Giovanni Battista II Deti 1626, † 1630
- Bonifacio Bevilacqua 1626–1627
- Andrea Baroni Peretti Montalto 1627–1629
- Giovanni Garzia Mellini 1629
- Marcello Lante della Rovere 1629–1639, † 1652
- Giulio Ier Savelli 1639–1644
- Giulio II Roma 1644–1645, † 1652
- Carlo Ier Medici 1645–1652, † 1666
- Bernardino II Spada 1652, † 1661
- Giulio III Sacchetti 1652–1655, † 1663
- Antonio IV Barberini 1655–1661, † 1671
- Girolamo II Colonna 1661–1666
- Giovanni Battista III Pallotta 1666–1668
- Francesco Maria Brancaccio 1668–1671, † 1675
- Ulderico Carpegna 1671–1675, † 1679
- Virginio Orsini 1675–1676 )
- Carlo II Rossetti 1676–1680, † 1681
- Alderano Cybo 1680–1683, † 1700
- Pietro Vito Ottoboni 1683–1687, † 1691
- Giacomo IV Franzoni 1687–1693, † 1697
- Nicolo IV Acciaioli 1693–1701, † 1719
- Pier Francisco Orsini 1701–1715, † 1730
- Sebastiano Antonio Tanara 1715–1721, † 1724
- Francesco IV del Giudice 1721–1724, † 1725
- Francesco V Pignatelli 1724–1725, † 1734
- Lorenzo II Corsini 1725–1730, † 1740
- Pietro V Ottoboni 1730–1734, † 1740
- Pietro Marcellino Corradini 1734–1743
- Giuseppe Accoramboni 1743–1747
- Vincenzo Bichi 1747–1750
- Giovanni Antonio III Guadagni 1750–1756, † 1759
- Carlo Maria Sacripante 1756–1758
- Camillo Paolucci de' Calboli 1758–1761, † 1763
- Henry Benedict Mary Clement Stuart, 1761–1803, † 1807
- Giuseppe Doria Pamphili 1803–1814, † 1816
- Giulio Maria della Somaglia 1814–1818, † 1830
- Bartolmeo II Pacca 1818–1821, † 1844
- Francesco Saverio Castiglioni 1821–1829, † 1830
- Emmanuele de Gregorio 1829–1837, † 1839
- Ludovico III Micara 1837–1844, † 1847
- Mario Mattei 1844–1854, † 1870
- Antonio Maria II Cagiano de Azevedo 1854–1867
- Nicolo V Paracciani-Clarelli 1867–1872
- Filippo Maria Guidi 1872–1879
- Jean-Baptiste-Francois Pitra 1879–1884, † 1889
- Edward II Howard 1884–1892
- Tommaso Maria Zigliara 1893
- Serafino Vannutelli 1893–1904, † 1915
- Francesco VI Satolli 1904–1910
- Francesco VII de Paolo Cassetta 1911–1919
- Giulio IV Boschi 1919–1920, † 1930
- Giovanni XI Cagliero 1920–1926
- Michele Lega 1926–1935
- Francesco VIII Marchetti Selvaggiani 1936–1951
- Federico II Tedeschini 1951–1959
- Gaetano Cicognani 1959–1962

## Cardinal-évêque titulaire
- Amleto Giovanni Cicognani 1962–1974
- Jean XII Villot 1974–1979
- Paolo Bertoli 1979–2001
- Alfonso II  Lopez Trujillo 2001–2008
- Tarcisio Bertone SDB depuis 2008

## Évêque de Frascati
- Biagio Budelacci 1962
- Luigi Liverzani 1962–1989
- Giuseppe Matarrese (it) 1989–2009
- Raffaello Martinelli 2009-2023
- Stefano Russo (it) depuis 2023